# Lindavista, Durango
Lindavista är en ort i Mexiko.   Den ligger i kommunen Mapimí och delstaten Durango, i den centrala delen av landet, 800 km nordväst om huvudstaden Mexico City. Lindavista ligger 1 769 meter över havet och antalet invånare är 101.
Terrängen runt Lindavista är huvudsakligen kuperad, men den allra närmaste omgivningen är platt. Runt Lindavista är det ganska glesbefolkat, med 47 invånare per kvadratkilometer. Närmaste större samhälle är Vicente Suárez, 19,3 km nordost om Lindavista. Omgivningarna runt Lindavista är i huvudsak ett öppet busklandskap.